# 黃騰輝
黃騰輝（1959年12月5日—），台灣藝術家與企業家，出生於花蓮縣瑞穗鄉， 他畢業於東海大學國貿系畢業(東海大學第15屆傑出校友)，後赴北京清華大學取得美學碩士學位，並為博士候選人。
台灣第一個社區總體營造「理想國」創辦人之一，黃騰輝以玫瑰題材的繪畫聞名，是首位畫作登上國際VISA信用卡的華人藝術家，同時也是古典玫瑰園集團創辦人。
黃騰輝亦擅長瓷器藝術設計，曾受英國皇家御用瓷器品牌之邀，為威廉王子與凱特王妃的皇室婚禮設計紀念瓷器。2024年，黃騰輝宣布捐贈一座「玫瑰花園」給東海大學，作為該校70週年校慶的禮物。